# Brachymeria vulcani
Brachymeria vulcani är en stekelart som först beskrevs av Schmitz 1946.  Brachymeria vulcani ingår i släktet Brachymeria och familjen bredlårsteklar. Inga underarter finns listade.